# Sungai Sampara
Sungai Sampara är ett vattendrag i Indonesien. Det ligger i den centrala delen av landet, 1 800 km öster om huvudstaden Jakarta.